# Bellator 98
Bellator XCVIII é um evento de artes marciais mistas promovido pelo Bellator MMA, esperado para ocorrer em 7 de setembro de 2013 no Mohegan Sun Arena em Uncasville, Connecticut. O evento será transmitido ao vivo na Spike TV e marcará a abertura da 9ª Temporada.

## Background
Bellator 98 contaria com a luta pelo Cinturão Peso Médio do Bellator entre o campeão Alexander Shlemenko e o vencedor do Torneio de Médios da 8ª Temporada Doug Marshall, porém em 19 de Agosto, Marshall se lesionou e foi substituído pelo Finalista do Torneio da 8ª Temporada Brett Cooper.
O evento er esperado para contar com a final do Fight Master: Bellator MMA entre Joe Riggs e Mike Bronzoulis, que foi adiada após uma lesão sofrida por Riggs.
Dan Cramer era esperado para enfrentar Perry Filkins nas Quartas de Final do Torneio de Médios, mas foi obrigado a se retirar da luta e foi substituído por Jeremy Kimball.
Joe Warren era esperado para enfrentar Nick Kirk neste card. Porém, um dia antes do evento, Warren foi removido por razões médicas.
Andreas Spang era esperado para enfrentar Justin Torrey nas Quartas de Final do Torneio de Médios, mas foi declarado incapaz de lutar pelo Departamento Atlético de Reguras do Mohegan Tribe. Ele foi substituído por Brennan Ward, que enfrentaria Dave Vitkay no card preliminar.
O evento contará com as Quartas de Finais do Torneio de Médios da Nona Temporada.